# Народни посланик (филм из 1964)
Народни посланик је југословенски филм из 1964. године. Сценарио филма заснован је на истоименој комедији Бранислава Нушића.

## Радња
Мијењају се времена, политичке и друштвене околности, али нам менталитет мање-више остаје исти. Народни посланик жели особну корист, власт, на све је спреман како би се докопао мјеста у скупштини.
Радња се догађа у провинцијском градићу Краљевине Србије у другој половини 19. века и приказује комичне ситуације везане за изборе за тадашњу Народну скупштину.
Главна личност комедије је провинцијски трговац Јеврем Прокић, који, поред трговачког угледа и богатства, жели постати народни посланик. Ту његову амбицију потпомажу полицијски писар Секулић и кортеш Срета Нумера.
То су бескрупулозне и амбициозне личности, превијани каријеристи, који у изборној кампањи виде могућност свог успона и материјалног просперитета. Свесни су да им такве поступке омогућује систем власти и тиме се обилато користе.
Газда Јеврем се кандидује за посланика владајуће странке а вереник његове ћерке Данице, адвокат Ивковић, за посланика опозиције. Јеврем се налази у неугодној ситуацији, јер адвокат станује у његовој кући и води адвокатску канцеларију и он хитно разматра начин да раскине Даничину веридбу с Ивковићем...

## Улоге
| Глумац                   | Улога              |
| ------------------------ | ------------------ |
| Петре Прличко            | Јеврем Прокић      |
| Мира Ступица             | Павка              |
| Милена Дравић            | Даница             |
| Милан Срдоч              | Спира              |
| Љубинка Бобић            | Спириница          |
| Велимир Бата Живојиновић | адвокат Јанковић   |
| Бранка Веселиновић       | Госпа Марина       |
| Павле Вуисић             | Секулић            |
| Северин Бијелић          | Јовица             |
| Мија Алексић             | Срета Нумера       |
| Коле Ангеловски          | Младен             |
| Ранко Гучевац            |                    |
| Милош Кандић             | говорник из народа |
| Марио Мисмер             |                    |
| Радослав Павловић        | Поп                |
| Љубица Секулић           |                    |